# Dème de Chiliochóra
Le dème de Chiliochóra, en grec moderne : Δήμος Χιλιοχωρίων / Dímos Chiliochoríon, est un ancien dème du district régional de Messénie, en Grèce. Depuis 2010, il est fusionné au sein du dème de Pylos-Nestor.
Selon le recensement de 2011, la population du dème compte 2 468 habitants.